# Rina Levinson
Pour les articles homonymes, voir Levinson.
Rina Levinson-Adler (en hébreu : רינה לוינסון-אדלר), née le 27 avril 1927 à Tel-Aviv en Palestine mandataire, morte le 11 avril 2021, est une aviatrice israélienne.
Elle l'une des trois premières femmes pilotes admises au cours de formation de pilote de l'armée de l'Air israélienne (IAF). Elle participe aux opérations militaires de la crise du canal de Suez en 1956, pilote des avions transporteurs de troupes, puis effectue des liaisons militaires aériennes.
Passée dans le civil, elle crée une entreprise de transport aérien, participe à des compétitions de vol à voile, et est instructrice de vol.

## Biographie

### Jeunesse et formation à l'aéronautique
Rina Levinson-Adler naît à Tel Aviv, alors en Palestine sous mandat britannique, le 27 avril 1927. A l’âge de 14 ans, elle commence à piloter des planeurs au club de l’aéroport de Tel-Aviv.
Elle obtient en 1946 sa licence de pilote civil, et part aux États-Unis pour y poursuivre des études supérieures en ingénierie aérospatiale. Pendant ses études aux États-Unis, elle obtient son brevet de pilote d'avion bimoteur et suit un cours de parachutisme,.

### Intègre l'Armée de l'air israélienne
À son retour en Israël en 1951, Rina Levinson-Adler est admise au cours de formation de pilote de l'armée de l'air israélienne (Israeli Air Force, IAF) parmi les trois premières femmes à y être admises, avec Ya'el Rom-Finkelstein et Ruth Bokbinder. Rina Levinson ne termine pas la formation, mais ses licences civiles sont reconnues et elle est nommée sergent, devenant plus tard sergent-major pilote affectée dans le 147e Escadron de l'Armée de l'air, un escadron de reconnaissance et de transport avec des avions légers tels que le Boeing-Stearman PT-13 'Kaydet'. Cet escadron est dirigé par le capitaine Meir Shefer et compte 25 avions pour seulement 12 pilotes, tous réservistes et pilotes civils. L'escadron opère depuis la base aérienne de l'IAF à Mazkeret Batya. Pendant la crise du canal de Suez en 1956, son escadron est transféré à la base de Ramla.

### Pilote militaire pendant la crise du canal de Suez
Au cours des opérations sur le canal de Suez en 1956, dans le cadre de l'opération "קיטור" (Machbesh), Rina Levinson et Ya'el Rom-Finkelstein pilotent deux des 16 Dakota C-47 qui transportent les 395 parachutistes du 890e bataillon de parachutistes de la 202e brigade de parachutistes jusqu'à Mitla Pass, ce qui est la première action militaire de la Deuxième Guerre israélo-arabe. Plus tard au cours de ce même conflit, dans le cadre de l'opération « קדש » (Kadesh) comportant les opérations israéliennes qui se déroulent dans la péninsule du Sinaï, elle pilote des Boeing Stearman Kaydets et elle est pilote de liaison régulière sous commandement de l'Armée de l'air française.

### Fondation d'entreprise de transport, compétitions de vol à voile
Rina Levinson obtient en 1957 son permis D en même temps que les célèbres aviatrices françaises Suzanne Jannin et Valérie André. Après avoir quitté l'Armée de l'air israélienne, Rina Levinson fonde l'entreprise de transport aérien Monavir Air Taxi and Charter Service au début des années 1960, une compagnie aérienne qui exploite des appareils Cessna depuis le petit aéroport situé alors près de Jérusalem.
Rina Levinson pilote également des planeurs de compétition et prend part à des compétitions de vol à voile. Elle reçoit en 1964 le Prix Paul Tissandier de la Fédération aéronautique internationale (FAI), décerné aux personnes ayant particulièrement servi l'aviation, notamment l'aviation privée et sportive, par leur travail, leur initiative, leur dévouement ou d'autres actions.

### Instructrice, autres activités, décès
Rina Levinson-Adler continue à travailler comme instructrice de vol dans le civil jusqu'en 1998.
Elle est aussi active au sein des Ninety-Nines, une association internationale à but non lucratif pour les femmes dans l'aviation,.
Rina Levinson-Adler meurt le 11 avril 2021.